# Mont-Bonvillers
 Mont-Bonvillers  es una comuna y población de Francia, en la región de Grand Est, departamento de Meurthe y Mosela, en el distrito de Briey y cantón de Audun-le-Roman.
Su población en el censo de 1999 era de 955 habitantes.
Está integrada en la Communauté de communes du Pays Audunois .

## Demografía
| 1795 | 1064 | 1241 | 1081 | 1010 | 955 |
| Para los censos de 1962 a 1999 la población legal corresponde a la población sin duplicidades (Fuente: INSEE [Consultar]) |      |      |      |      |     |